# Datousaure
El datousaure (Datousaurus, 'llangardaix de cap gros') és un gènere de dinosaure sauròpode que va viure al Juràssic mitjà. Les seves restes fòssils es van recuperar de la formació Shaximiao inferior, Zigong, a la província de Sichuan, Xina.